# Danh sách vụ phun trào núi lửa lớn nhất

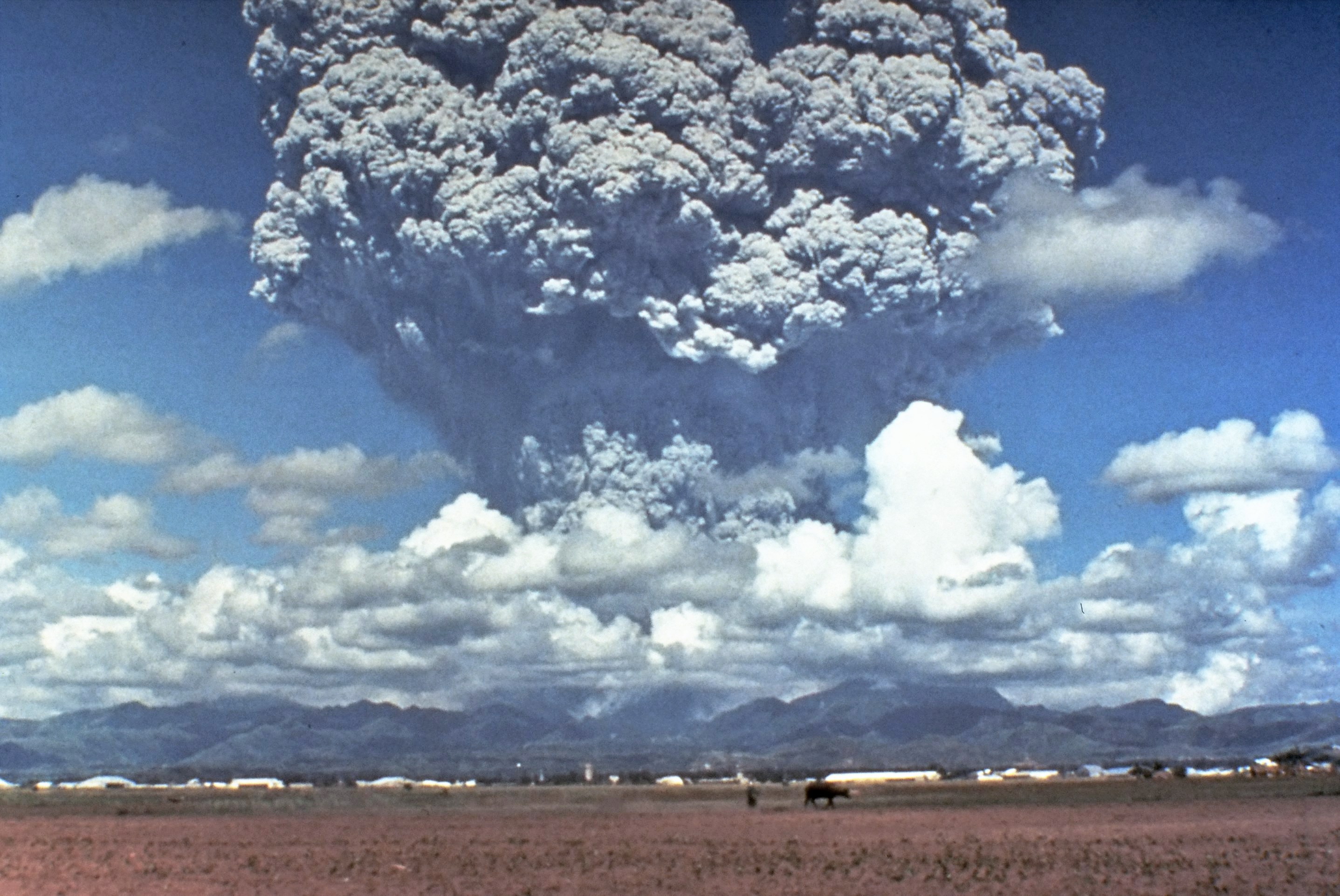
Vụ phun trào núi Pinatubo năm 1991 là vụ phun trào lớn nhất kể từ năm 1912.

Trong một vụ phun trào núi lửa, dung nham, đạn núi lửa và tro, cùng các loại khí gas khác nhau được giải phóng khỏi núi lửa hoặc khe nứt của núi lửa. Nhiều vụ phun trào chỉ gây nguy hiểm xung quanh ngọn núi, nhưng có nhiều vụ phun trào lớn nhất của Trái đất tác động lớn trong khu vực hoặc thậm chí phạm vi toàn cầu, gây ảnh hưởng đến khí hậu và góp phần gây ra sự tuyệt chủng hàng loạt. Các vụ phun trào núi lửa nói chung có thể được mô tả là các vụ phun trào bùng nổ, chúng phun ra đột ngột đá và tro, hoặc phun trào tràn ngập các dòng dung nham lỏng chảy tràn. Một danh sách riêng biệt được liệt kê dưới đây cho từng loại phun trào.
Đã có nhiều vụ phun trào như vậy trong lịch sử Trái đất vượt ra ngoài những cách được liệt kê trong các danh sách này. Tuy nhiên, xói mòn và kiến tạo mảng đã xóa vết tích của chúng, nên nhiều vụ phun trào đã không lưu lại đủ bằng chứng cho các nhà địa chất để đo đạc kích thước của chúng. Ngay cả đối với các vụ phun trào được liệt kê ở đây, các ước tính về khối lượng phun trào có thể không hoàn toàn chắc chắn.

## Phun trào bùng nổ
Trong các vụ phun trào bùng nổ, sự phun trào của mắc ma được thúc đẩy bởi sự giải phóng năng lượng với tốc độ nhanh, thường liên quan đến vụ nổ khí gas trộn lẫn vật chất. Các vụ phun trào lịch sử nổi tiếng và phá hoại nhất chủ yếu thuộc loại này. Một giai đoạn phun trào có thể diễn ra một lần phun trào hoặc một chuỗi các vụ phun trào liên tục trong vài ngày, vài tuần hoặc vài tháng. Các vụ phun trào bùng nổ thường liên quan đến mắc ma đặc, có độ nhớt cao, mắc ma silic hoặc mắc ma felsic, có nhiều chất bay hơi như hơi nước và Cacbon dioxide. Đá mạt vụn núi lửa là sản phẩm chính, thường ở dạng đá tuff. Các vụ phun trào có kích thước tương đương với hồ Toba 74.000 năm trước, ít nhất 2.800 km khối (670 cu mi), hay vụ phun trào Yellowstone cách đây 620.000 năm, khoảng 1.000 km khối (240 cu mi), xảy ra trên toàn thế giới cứ sau 50.000 đến 100.000 năm.
| Núi phun trào                                                 | Thời đại (hàng triệu năm) | Địa điểm                                    | Dung tích (km³) | Ghi chú | Chú thích           |
| ------------------------------------------------------------- | ------------------------- | ------------------------------------------- | --------------- | --- | ------------------- |
| Guarapuava —Tamarana—Sarusas                                  | 132                       | Paraná và Etendeka traps                    | 8.600           | Sự tồn tại như một ngọn núi lửa duy nhất đang gây tranh cãi. Có thể là một chuỗi núi lửa.                                                                                     | [ 4 ]               |
| Santa Maria—Fria                                              | ~132                      | Paraná và Etendeka traps                    | 7.800           | Sự tồn tại như một ngọn núi lửa duy nhất đang gây tranh cãi. Có thể là một chuỗi núi lửa.                                                                                     | [ 4 ]               |
| Guarapuava —Ventura                                           | ~132                      | Paraná và Etendeka traps                    | 7.600           | Sự tồn tại như một ngọn núi lửa duy nhất đang gây tranh cãi. Có thể là một chuỗi núi lửa.                                                                                     | [ 4 ]               |
| Sam Ignimbrite và Green Tuff                                  | 29,5                      | Yemen                                       | 6.800           | Khối lượng bao gồm 5550 km³ đá tuff. Ước tính này không chắc chắn với hệ số 2 hoặc 3.                                                                                         | [ 6 ]               |
| Trung tâm núi lửa Goboboseb–Messum—đơn vị thạch anh Springbok | 132                       | Paraná và Etendeka traps, Brazil và Namibia | 6.340           | | [ 7 ]               |
| Wah Wah Springs Tuff                                          | 30,06                     | Ấn Độ - Khu phức hợp Caliente Caldera       | 5.900           | Khu phức hợp lớn nhất của Ấn Độ - Caliente Caldera, và bao gồm dòng chảy dày nhất 13.000 feet.                                                                                | [ 8 ]               |
| Caxias do Sul—Grootberg                                       | ~132                      | Paraná và Etendeka traps                    | 5.650           | | [ 4 ]               |
| La Garita Caldera—Fish Canyon Tuff                            | 27,8                      | Cánh đồng núi lửa San Juan, Colorado        | 5.000           | Một phần của ít nhất 20 vụ phun trào hình thành caldera lớn ở khu vực núi lửa San Juan và khu vực xung quanh hình thành khoảng 26 đến 35 Ma.                                  | [ 9 ] [ 10 ]        |
| Lund Tuff                                                     | 29,2                      | Ấn Độ - Khu phức hợp Caliente Caldera       | 4.400           | Hình thành nên White Rock Caldera, một trong những vụ phun trào lớn nhất của một ngọn lửa Ignimbrite trung cấp.                                                               | [ 8 ]               |
| Jacui—Goboboseb II                                            | ~132                      | Paraná và Etendeka traps                    | 4.350           | | [ 4 ]               |
| Ourinhos—Khoraseb                                             | ~132                      | Paraná và Etendeka traps                    | 3.900           | | [ 4 ]               |
| Jabal Kura'a Ignimbrite                                       | 29,6                      | Yemen                                       | 3.800           | Ước tính khối lượng không chắc chắn với hệ số 2 hoặc 3. | [ 6 ]               |
| Windows Butte tuff                                            | 31,4                      | William's Ridge, trung tâm Nevada           | 3.500           | Một phần của ngọn núi lửa bùng phát trung cấp | [ 11 ] [ 12 ]       |
| Anita Garibaldi—Beacon                                        | ~132                      | Paraná và Etendeka traps                    | 3.450           | | [ 4 ]               |
| Oxaya ignimbrites                                             | 19                        | Chile                                       | 3.000           | Thực sự là một mối tương quan khu vực của nhiều ignimbrites ban đầu được cho là khác biệt                                                                                     | [ 13 ]              |
| Hồ Toba—Toba Tuff                                             | 0,073                     | Sunda Arc, Indonesia                        | 2.800           | Vụ phun trào lớn nhất được biết đến trên trái đất trong ít nhất một triệu năm qua, có thể là nguyên nhân gây ra tắc nghẽn dân số của loài người (xem lý thuyết thảm họa Toba) | [ 14 ]              |
| La Pacana—Atana ignimbrite                                    | 4                         | Chile                                       | 2.800           | Từ một mái vồm hồi sinh. | [ 15 ]              |
| Mangakino Caldera—Kidnappers ignimbrite                       | 1,01                      | Khu vực núi lửa Taupo, New Zealand          | 2.760           | | [ 16 ]              |
| Iftar Alkalb—Tephra 4 W                                       | 29,5                      | Afro-Arabian                                | 2.700           | | [ 4 ]               |
| Yellowstone Caldera—Huckleberry Ridge Tuff                    | 2,059                     | Yellowstone hotspot                         | 2.450           | Vụ phun trào Yellowstone lớn nhất được ghi nhận | [ 17 ]              |
| Nohi Rhyolite—Gero Ash-Flow Sheet                             | 70                        | Honshū, Nhật Bản                            | 2.200           | Nohi Rhyolite có tổng khối lượng hơn 7.000 km³ trong khoảng 70 đến 72 Ma, Gero Ash-Flow Sheet là lớn nhất                                                                     | [ 18 ]              |
| Whakamaru                                                     | 0,254                     | Khu vực núi lửa Taupo, New Zealand          | 2.000           | Lớn nhất ở Nam bán cầu trong Kỷ Đệ Tứ muộn | [ 19 ]              |
| Palmas BRA-21—Wereldsend                                      | 29,5                      | Paraná và Etendeka traps                    | 1.900           | | [ 4 ]               |
| Kilgore tuff                                                  | 4,3                       | Gần Kilgore, Idaho                          | 1.800           | Lần phun trào cuối cùng từ cánh đồng núi lửa Heise | [ 20 ]              |
| Sana'a Ignimbrite—Tephra 2W63                                 | 29,5                      | Afro-Arabian                                | 1.600           | | [ 4 ]               |
| Phun trào Millbrig—Bentonite                                  | 454                       | Anh, tiếp giáp Bắc Âu và Bắc Mỹ             | 1.509           | Một trong những vụ phun trào lớn nhất lâu đời được bảo tồn | [ 5 ] [ 21 ] [ 22 ] |
| Blacktail tuff                                                | 6,5                       | Blacktail, Idaho                            | 1.500           | Lần đầu tiên của một số vụ phun trào từ cánh đồng núi lửa Heise | [ 20 ]              |
| Mangakino Caldera—Rocky Hill                                  | 1                         | Khu vực núi lửa Taupo, New Zealand          | 1.495           | | [ 16 ]              |
| Emory Caldera—Kneeling Nun tuff                               | 33                        | miền Nam New Mexico                         | 1.310           | | [ 23 ]              |
| Omine-Odai Caldera—dòng chảy Murou                            | 13,7                      | Honshū, Nhật Bản                            | 1.260           | Một phần của các vụ phun trào lớn xảy ra ở phía tây nam Nhật Bản đến 13 đến 15 Ma.                                                                                            | [ 24 ]              |
| Timber Mountain tuff                                          | 11,6                      | Tây nam Nevada                              | 1.200           | Cũng bao gồm một tuff 900 km khối như một thành viên thứ hai trong tuff | [ 25 ]              |
| Paintbrush tuff (Tonopah Spring Member)                       | 12,8                      | Tây nam Nevada                              | 1.200           | Liên quan đến một tuff 1000 km khối (Thành viên Tiva Canyon) với tư cách là một thành viên khác trong tuff Paint Brush                                                        | [ 25 ]              |
| Bachelor—Carpenter Ridge tuff                                 | 28                        | Cách đồng núi lửa San Juan                  | 1.200           | Một phần của ít nhất 20 vụ phun trào hình thành caldera lớn ở khu vực núi lửa San Juan và khu vực xung quanh hình thành khoảng 26 đến 35 Ma                                   | [ 10 ]              |
| Bursum—Apache Springs Tuff                                    | 28,5                      | Miền Nam New Mexico                         | 1.200           | Liên quan đến một tuff 1050 km khối, tuff Bloodgood Canyon | [ 26 ]              |
| Núi lửa Taupo—Phun trào Oruanui                               | 0,027                     | Khu vực núi lửa Taupo, New Zealand          | 1.170           | Vụ phun trào VEI 8 gần đây nhất | [ 27 ]              |
| Mangakino Caldera—Ongatiti - Mangatewaiiti                    | 1,21                      | Khu vực núi lửa Taupo, New Zealand          | 1.150           | | [ 16 ]              |
| Huaylillas Ignimbrite                                         | 15                        | Bolivia                                     | 1.100           | Dự đoán một nửa sự nâng cao của trung tâm Andes | [ 28 ]              |
| Bursum—Bloodgood Canyon tuff                                  | 28,5                      | Miền Nam New Mexico                         | 1.050           | Liên quan đến một tuff 1200 km khối, tuff Apache Springs | [ 26 ]              |
| Okueyama Caldera                                              | 13,7                      | Kyūshū, Nhật Bản                            | 1.030           | Một phần của các vụ phun trào lớn xảy ra ở phía tây nam Nhật Bản đến 13 đến 15 Ma.                                                                                            | [ 24 ]              |
| Yellowstone Caldera—Lava Creek Tuff                           | 0,639                     | Yellowstone hotspot                         | 1.000           | Vụ phun trào lớn cuối cùng ở khu vực Công viên quốc gia Yellowstone | [ 29 ]              |
| Awasa Caldera                                                 | 1,09                      | Main Ethiopian Rift                         | 1.000           | | [ 30 ]              |
| Cerro Galán                                                   | 2,2                       | Catamarca, Argentina                        | 1.000           | Caldera hình elip rộng ~ 35 km | [ 31 ]              |
| Paintbrush tuff (Thành viên Tiva Canyon)                      | 12,7                      | Tây nam Nevada                              | 1.000           | Liên quan đến một tuff 1200 km khối (Thành viên Tiva Canyon) với tư cách là một thành viên khác trong tuff Paint Brush                                                        | [ 25 ]              |
| San Juan—Sapinero Mesa Tuff                                   | 28                        | Cánh đồng núi lửa San Juan                  | 1.000           | Một phần của ít nhất 20 vụ phun trào hình thành caldera lớn ở khu vực núi lửa San Juan và khu vực xung quanh hình thành khoảng 26 đến 35 Ma                                   | [ 10 ]              |
| Uncompahgre—Dillon & Sapinero Mesa Tuffs                      | 28,1                      | Cánh đồng núi lửa San Juan                  | 1.000           | Một phần của ít nhất 20 vụ phun trào hình thành caldera lớn ở khu vực núi lửa San Juan và khu vực xung quanh hình thành khoảng 26 đến 35 Ma                                   | [ 10 ]              |
| Platoro—Chiquito Peak tuff                                    | 28,2                      | Cánh đồng núi lửa San Juan                  | 1.000           | Một phần của ít nhất 20 vụ phun trào hình thành caldera lớn ở khu vực núi lửa San Juan và khu vực xung quanh hình thành khoảng 26 đến 35 Ma                                   | [ 10 ]              |
| Núi Princeton—Wall Mountain tuff                              | 35,3                      | Khu vực núi lửa Thentynine Mile, Colorado   | 1.000           | Giúp bảo tồn đặc biệt tại Đài tưởng niệm quốc gia Florissant Fossil Bed | [ 32 ]              |